# Язула
Язула (рос. Язула) — село Улаганського району, Республіка Алтай Росії. Входить до складу Саратанського сільського поселення.
Населення — 248 осіб (2015 рік).